# Marek Olejniczak
Marek Olejniczak (ur. 20 maja 1959 w Poznaniu, zm. 5 grudnia 2011) – polski geograf, działacz i przewodnik PTTK, autor licznych publikacji z dziedziny geografii południowej Wielkopolski.

## Wykształcenie
Ukończył Liceum Ogólnokształcące w Rzepinie w 1978 roku, a następnie geografię na Uniwersytecie Wrocławskim w 1982 roku - specjalność kartografia. W latach 1984–1985 podjął dalsze studia w Instytucie Kształcenia Nauczycieli na Studium Pedagogicznym w Kaliszu. W latach 1988–1989 studiował na Podyplomowym Studium Turystyki w Uniwersytecie Łódzkim w Instytucie Geografii Ekonomicznej i Organizacji Przestrzeni.

## Działalność społeczna
Aktywny działacz PTTK, do którego wstąpił 15 lipca 1983 w oddziale w Kołobrzegu oraz PTSM, do którego należał od 1984 roku. Od 1995 członek zarządu oddziału w Ostrowie Wielkopolskim, przewodnik, instruktor krajoznawstwa, przodownik turystyki pieszej i kolarskiej. Jako nauczyciel, prowadził szkolne koło PTTK Wierchy w Sieroszewicach (pocz. w Strzyżewie) – jedno z najaktywniejszych w kraju (odznaczone srebrną odznaką PTTK oraz uznane, w konkursie ministerialnym rozstrzygniętym w styczniu 2006, za najlepsze gimnazjalne koło PTTK w Polsce). Prace z SKKT PTTK Wierchy rozpoczął 1 września 1984 r. Pod jego opieką SKKT brało udział w licznych konkursach turystycznych i krajoznawczych. Młodzież osiągała sukcesy m.in. w Ogólnopolskim Młodzieżowym Turnieju Turystyczno-Krajoznawczym PTTK czterokrotnie brała udział w finale centralnym imprezy w 1993, 1994, 1995, 2006 roku.
Członek Wielkopolskiego Klubu Publicystów Krajoznawczych.
Posiadane uprawnienia z zakresu turystyki i krajoznawstwa:
- Instruktor Krajoznawstwa Polski
- Przewodnik
- Pilot wycieczek
- Przodownik Turystyki Pieszej
- Przodownik Turystyki kolarskiej

## Publikacje
Autor wielu prac z dziedziny geografii południowej Wielkopolski. Publikował między innymi w Poznaj swój kraj, Kronice Wielkopolski, w prasie lokalnej, czasopismach krajoznawczych (redagowanie kaliskiego Krajoznawstwa i Turystyki, współredagowanie ostrowskiego Na ostrowskim szlaku, Na południu Wielkopolski i wielu innych), współautor Kanonu Krajoznawstwa Województwa Wielkopolskiego.
Jego publikacja Bedeker ostrowski otrzymała w 2005 roku specjalne wyróżnienie wojewody wielkopolskiego na XIV Ogólnopolskim Przeglądzie Książki Krajoznawczej i Turystycznej Tour Salon w Poznaniu.

## Wybrane publikacje książkowe
- Strzyżew 1295-1995. Monografia wsi, 1995
- Między Prosną, a Baryczą, Ostrów Wielkopolski 2001
- Bedeker ostrowski, Ostrów Wielkopolski 2004
- Podania, legendy i opowieści znad Prosny i Baryczy, Ostrów Wielkopolski 2005
- Gmina Sieroszewice przyroda - historia - zabytki, Sieroszewice 2007
- Powiat ostrowski. Przewodnik, Ostrów Wielkopolski 2007
- Kotłów 1108-2008, Ostrów Wielkopolski 2008

## Odznaczenia
- Odznaczony Medalem Komisji Edukacji Narodowej
- Złota Honorowa Odznaka PTTK